# Przejście graniczne Międzylesie-Lichkov
Przejście graniczne Międzylesie-Lichkov – polsko-czeskie kolejowe przejście graniczne położone w województwie dolnośląskim, w powiecie kłodzkim, w gminie Międzylesie, w miejscowości Międzylesie, zlikwidowane w 2007.

## Opis
Przejście graniczne Międzylesie-Lichkov z miejscem odprawy granicznej ruchu osobowego po stronie polskiej w miejscowości Międzylesie oraz na odcinku Kamieniec Ząbkowicki (Polska) – Hradec Králové (Czechy) i ruchu towarowego po stronie polskiej w miejscowości Międzylesie, czynne było całą dobę. Dopuszczony był ruch osobowy, towarowy i mały ruch graniczny. Kontrolę graniczną osób, towarów oraz środków transportu wykonywała kolejno: Graniczna Placówka Kontrolna Straży Granicznej w Międzylesiu, Placówka Straży Granicznej w Międzylesiu.
21 grudnia 2007 na mocy układu z Schengen przejście graniczne zostało zlikwidowane.

### Przejścia graniczne z Czechosłowacją
W okresie istnienia Czechosłowackiej Republiki Socjalistycznej funkcjonowały w tym miejscu polsko-czechosłowackie przejścia graniczne:
- małego ruchu granicznego Międzylesie-Lichkov – I kategorii, zostało utworzone 13 kwietnia 1960[3]. Czynne było codziennie w czasie przejazdu pociągów osobowych. Dopuszczony był ruch osób na podstawie przepustek z wszelkich względów przewidzianych w Konwencji. Kontrola celna wykonywana była przez organy celne[4].
- kolejowe Międzylesie Czynne codziennie przez całą dobę. Dopuszczony był ruch osobowy, towarowy[5] i od 28 grudnia 1985 mały ruch graniczny I kategorii[6][7]. Kontrolę graniczną osób, towarów oraz środków transportu wykonywała załoga Graniczna Placówka Kontrolna Międzylesie.

Przejście graniczne Międzylesie-Lichkov do 1918 prusko-austriackie, następnie niemiecko-czechosłowackie, po 1945 polsko-czechosłowackie. Pierwszy pociąg pokonał przejście 15 października 1875.
Przez granicę państwową kursują w tym miejscu pociągi osobowe z Wrocławia Głównego i Kłodzka Głównego w kierunku Uścia nad Orlicą i Pardubic. Operatorem po polskiej stronie są Przewozy Regionalne (w kraju są to pociągi Regio), natomiast po czeskiej - Leo Express.

## Galeria

Przejście graniczne Międzylesie-Lichkov
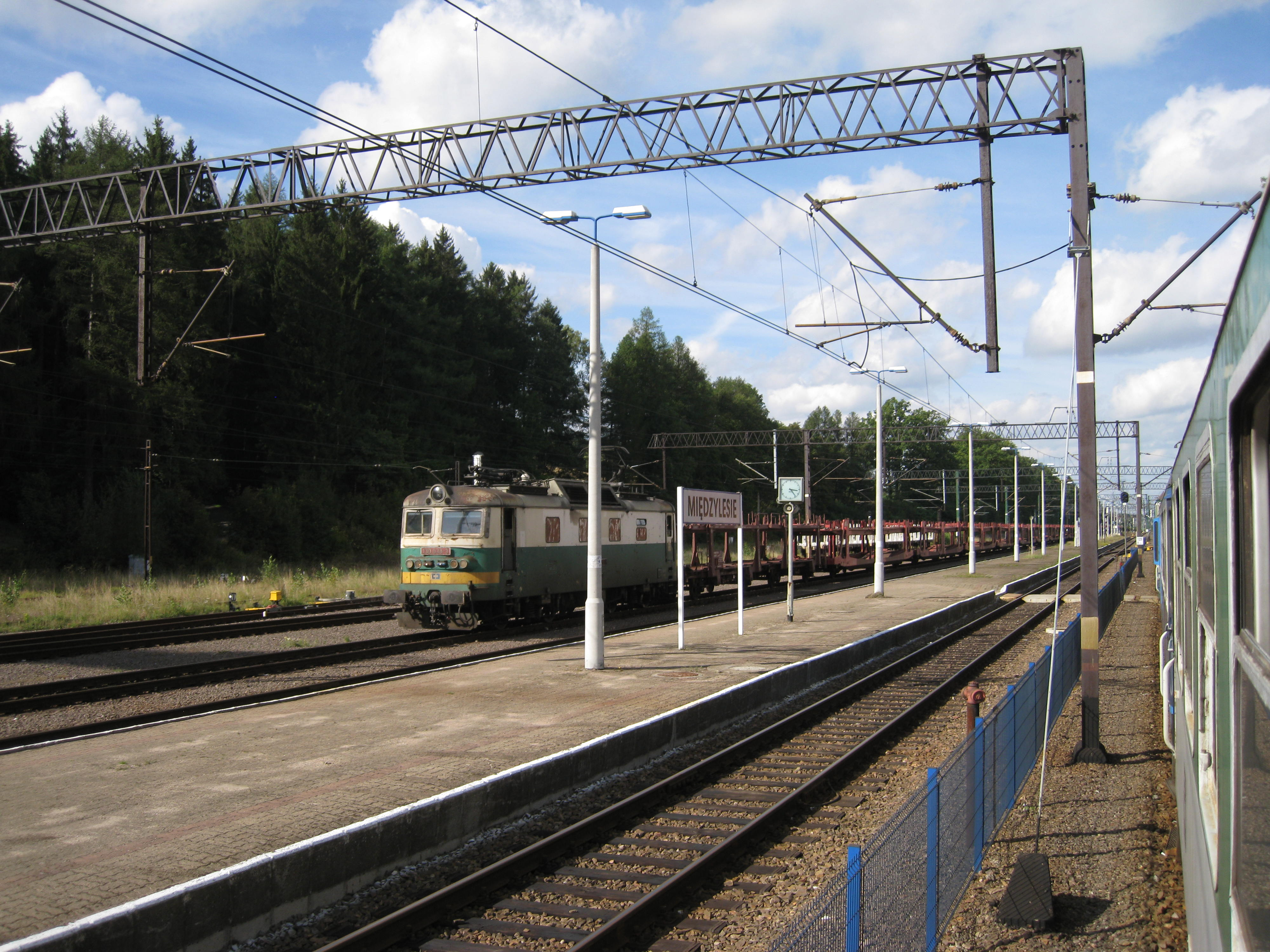
Stacja kolejowa Międzylesie – miejsce gdzie dokonywano odprawy granicznej (wrzesień 2011)
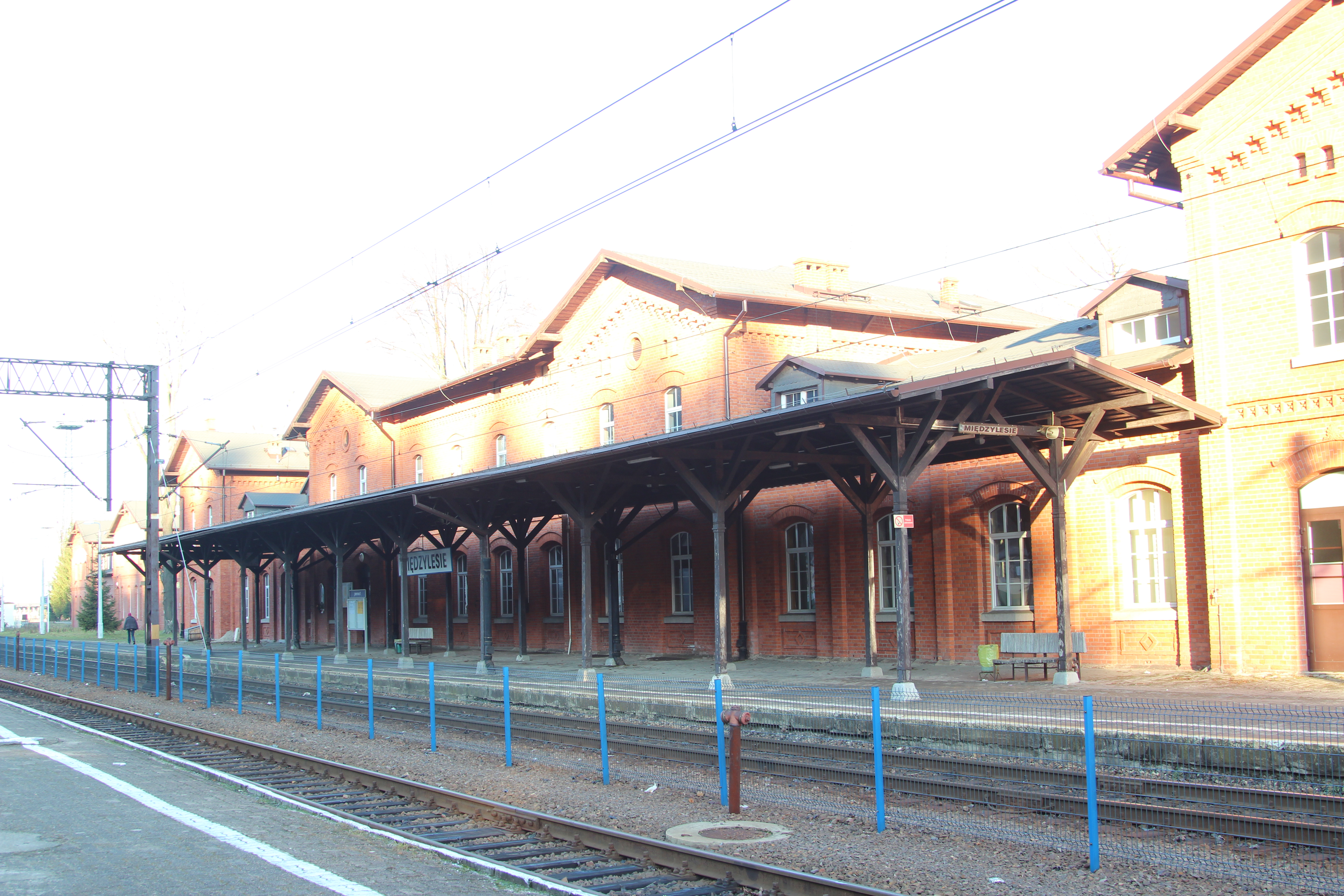
Stacja kolejowa Międzylesie (styczeń 2014)